# Improperierna
Improperierna (av latin improperia ’förebråelser’) är ett liturgiskt parti, normalt sjunget, som ingår i långfredagens huvudgudstjänst. Texten kallas ibland Popule meus efter en av de ingående refrängerna: "Mitt folk, mitt folk, vad har du gjort mot mig?", ett citat ur profeten Mikas bok 6:3. Texten har brukats sedan tidig medeltid, och används idag i den romersk-katolska kyrkan och i en del protestantiska. De östortodoxa kyrkorna har liknande texter, som används under långfredagen och påskafton.
Improperierna är en lång växelsång med rötter i 800-talet. Den brukas under långfredagsgudstjänsten, och innehåller material från Mikas bok där Gud förebrår sitt folk för att det är otacksamt mot honom kombinerat med både gammal- och nytestamentligt material. Meningen är att de kristna som sitter i kyrkbänkarna ska uppleva sin delaktighet i skuld över Jesu död på korset; i de fall då momentet utförs som växelsång med församlingen svarar denna på förebråelserna med trishagion ("Helige Herre Gud ... förbarma dig över oss"). Momentet följs av en hyllning till korset, Crux fidelis (på svenska Höga kors).
Förutom gregoriansk tonsättning av texten finns bl.a. Palestrinas berömda tonsättning för kör.